# Mattis Stenshagen
Mattis Stenshagen (* 13. August 1996) ist ein norwegischer Skilangläufer.

## Werdegang
Stenshagen, der für den Follebu Skiklubb startet, nahm bis 2016 vorwiegend an Juniorenrennen teil. Dabei belegte er bei den Nordischen Junioren-Skiweltmeisterschaften 2015 in Almaty den 35. Platz im Skiathlon und den achten Rang im Sprint. Im folgenden Jahr gewann er bei den Nordischen Junioren-Skiweltmeisterschaften 2016 in Rasnov die Silbermedaille über 15 km Freistil und die Goldmedaille mit der Staffel. Im März 2016 wurde er norwegischer Juniorenmeister über 10 km Freistil. Zu Beginn der Saison 2016/17 debütierte er im Skilanglauf-Weltcup bei der Nordic Opening in Lillehammer, die er auf dem 31. Platz beendete und holte dabei mit dem 24. Platz über 10 km Freistil seine ersten Weltcuppunkte. Im weiteren Saisonverlauf kam er im Scandinavian-Cup dreimal unter die ersten Zehn, darunter jeweils Platz drei im Sprint in Lillehammer und über 15 km klassisch in Lahti und belegte zum Saisonende den vierten Platz in der Gesamtwertung. Bei den U23-Weltmeisterschaften 2017 in Soldier Hollow errang er den 47. Platz im Sprint. In der Saison 2017/18 erreichte er mit fünf Top-Zehn-Platzierungen, darunter Rang eins im 30-km-Massenstartrennen in Piteå den siebten Platz in der Gesamtwertung des Scandinavian-Cups. Bei den U23-Weltmeisterschaften 2018 in Goms gewann er die Goldmedaille über 15 km klassisch. In der folgenden Saison kam er im Scandinavian-Cup siebenmal unter die ersten Zehn. Dabei siegte er im 30-km-Massenstartrennen in Vuokatti und gewann zum Saisonende die Gesamtwertung. In der Saison 2021/22 gewann er mit fünf Top-Zehn-Platzierungen erneut die Gesamtwertung.

## Siege bei Continental-Cup-Rennen
| Nr. | Datum             | Ort         | Disziplin                   | Serie            |
| --- | ----------------- | ----------- | --------------------------- | ---------------- |
| 1.  | 7. Januar 2018    | Piteå       | 30 km klassisch Massenstart | Scandinavian Cup |
| 2.  | 6. Januar 2019    | Vuokatti    | 30 km Freistil Massenstart  | Scandinavian Cup |
| 3.  | 12. Februar 2022  | Otepää      | 30 km klassisch             | Scandinavian Cup |
| 4.  | 16. Dezember 2023 | Vuokatti    | 10 km klassisch             | Scandinavian Cup |
| 5.  | 17. Dezember 2023 | Vuokatti    | 20 km Freistil Massenstart  | Scandinavian Cup |
| 6.  | 14. Dezember 2024 | Lillehammer | 20 km klassisch Massenstart | Scandinavian-Cup |
| 7.  | 12. Januar 2025   | Falun       | 10 km klassisch             | Scandinavian-Cup |